# Four in the morning
Four in the morning är en brittisk dramafilm från 1965 i regi av Anthony Simmons.

## Utmärkelser
Four in the morning vann Guldleoparden vid Internationella filmfestivalen i Locarno 1965.

## Rollista i urval
- Ann Lynn - flickan
- Judi Dench - hustrun
- Norman Rodway - mannen
- Brian Phelan - pojken
- Joe Melia - vännen